# Diptilon dieides
Diptilon dieides là một loài bướm đêm thuộc phân họ Arctiinae, họ Erebidae.